# Denis Henrion
Denis (parfois Didier) Henrion, né à la fin du XVIe siècle et mort vers 1632 à Paris, est un éditeur et mathématicien français.

## Éléments biographiques
Henrion, qui signait ses œuvres D.H.P.E.M., c'est-à-dire Denis Henrion, professeur ès mathématiques, est essentiellement connu pour ses traductions d'Euclide et pour avoir publié en France l'un des deux premiers traités concernant les logarithmes (1626). Dans ses ouvrages, il utilise parfois, sans leur rendre hommage, les travaux de Jean Errard et ceux de Claude Bachet. Henrion « entra fort jeune comme ingénieur au service des Provinces-Unies. En 1607, il vint à Paris, où il professa les mathématiques, et eut pour élèves beaucoup de jeunes gens de familles nobles. Il mourut vers 1640, après avoir publié un grand nombre d’ouvrages et de traductions ».
La première publication de sa traduction des Eléments d'Euclide remonte à 1615.

### Problèmes d'attribution
D'après des confidences de Claude Hardy, Denis Henrion serait le pseudonyme de Clément Cyriaque De Mangin (ou Demangin), plus connu comme poète que comme mathématicien, mais aussi celui de Pierre Hérigone, l'un des meilleurs mathématiciens de l'académie de Mersenne. Ces rumeurs, accréditées par l’écrivain chalonais Perry et le Père Papillon, dans sa Bibliothèque des auteurs de Bourgogne, parue à Dijon en 1742, sont communément acceptées dans la littérature anglo-saxonne et par quelques Français (notamment Joseph-Marie Quérard), mais ces identifications sont infondées : en 1632, la veuve d’Henrion publie la dernière mouture de son mari des 15 livres d’Euclide… ce qui rend impossible l'identification de Denis Henrion avec Hérigone, ou Mangin (morts en 1642 et 1643).
L'abbé de Saint-Léger l'a soupçonné d'être également l'auteur des récréations mathématiques composées de plusieurs problèmes plaisants et facétieux en fait d'arithmétique, géométrie, mécanique et optique, publiées à Pont-à-Mousson, en 1626 par Hendrik Van Etten. En réalité, Hendrik Van Etten est le pseudonyme (ou le neveu) du jésuite et mathématicien Jean Leurechon (1591–1670).

### Éditeur des œuvres de Cyriaque De Mangin
Henrion a publié à Paris en 1616 un livre intitulé Problemata duo nobilissima, quorum nec analysin geometricam, videntur tenuisse Ioannes Regiomontanus & Petrus Nonius ; nec demonstrationem satis accuratam repraesentasse, Franciscus Vieta et Marinus Ghetaldus nunc demum a Clemente Cyriaco diligentius elaborata et novis analyseon formis exculta. Inscriptiones praeterea figurarum non injucundœ ; dirigé contre Marin Ghetaldi, ce livre attaquait Viète et sa résolution de questions posées autrefois par Regiomontanus. Cette œuvre, ultérieurement remaniée, fut republiée, « le tout remis en ordre », par Denis Henrion en 1621.

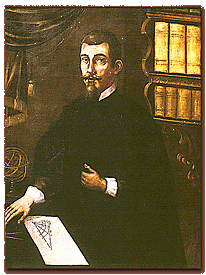
Marin Ghetaldi

Lorsque Denis Henrion publie de 1616 les traités de Clément Cyriaque de Mangin dirigés contre Marin Ghetaldi et son interprétation de François Viète, il est l'objet de critiques de Ghetaldi et de son ami écossais, le mathématicien Alexander Anderson. Ghetaldi publie, en retour, De resolutione et compositione mathematica ; Anderson publie Animadversionis in Franciscum Vietam a Clemento Syriaco nuper editae brevis diacrisis, en 1617 et une reprise de ces travaux intitulée Exercitatiorum mathematicarum decas primas, en 1619.

## Œuvres d'Henrion

### Œuvres

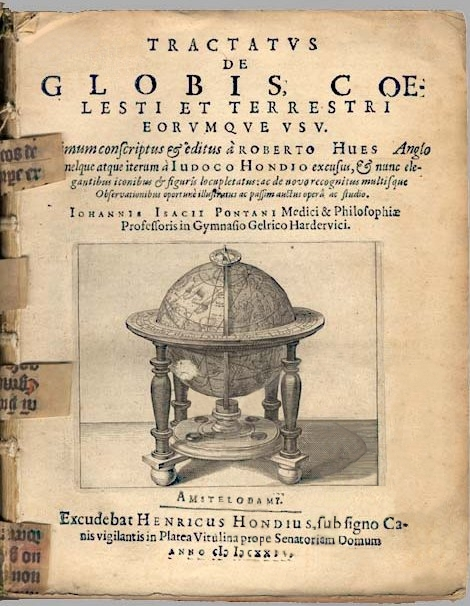
Le Traité des globes de Robert Hues

- Mémoires mathématiques recueillis et dressés en faveur de la noblesse française, Paris, 1613, in-4° ; republiés à Paris chez Fleury Bourriquant en 1623, in-8°.
- Problemata duo nobilissima…, Paris, 1616, in-4° chez David Leclerc.
- Problematum opus amplissimum et schediasmata poetica et critica.
- Deux cens questions ingénieuses et récréatives extraictes et tirées des œuvres mathématiques de Valentin Menher[10], avec quelques annotations de Michel Coignet, le tout corrigé, recueilli et mis en cet ordre, par D. H. P. E. M. publiées à Paris en 1620.
- Une Cosmographie, ou Traité général des choses tant célestes qu'élémentaires de Clément Cyriaque de Mangin, Paris, 1620, 1626, in-8° ;
- Une collection, ou Recueil de divers traités de mathématiques, à savoir, d'arithmetique, d'algèbre, de la solution de divers problemes & questions, tant geometriques, qu'astronomiques… publiée à Paris chez Abraham Pacard, en 1621
- Un canon manuel des sinus, à Paris, 1619, in-16° ; ibid., 1623 ;
- La réimpression de notes sur les récréations mathématiques, et la fin de divers problèmes servant à l'intelligence des choses difficiles et obscures, Paris, 1627, in-8°.  — Réimprimées avec l'ouvrage même auquel elles se rapportent.
- En 1627 un second volume de Mémoires mathématiques, dans lequel il insère un Traité des triangles sphériques, et un Traité des logarithmes, qui avaient déjà paru séparément, l'un en 1617, et l'autre en 1626, in-8°.
- L'usage du mécomètre, qui est un instrument géométrique avec lequel on peut très facilement mesurer toutes sortes de longueurs et distances visibles, Paris, 1630, in-8° ;
- L'usage du compas de proportion, ibid., 1631, in-8° ; (vingt éditions ; notre lien vers le livre Google pointe vers l'édition de 1681). déjà imprimé chez Michel Daniel en 1618, voir
- Supplementum cursus mathematici, 1642, sur e-rara.ch

### Traductions
- Théodose de Tripoli, Éléments sphériques de Théodose Tripolitain, Paris, 1615, in-8°.  — D'après une traduction latine
- Traité des globes et de leur usage, trad. du lat. de Robert Hues, et augmenté de plusieurs notes et opérations du compas de proportion, Paris, Daniel, 1618, in-8°.
- Une édition de la Géométrie pratique, de Jean Errard de Bar-le-Duc, revue et augmentée, Paris, 1619, in-8° chez Michel Daniel, en l'isle du Palais, au Roy David[11]
- Les Quinze livres des Éléments d'Euclide, traduits du latin en français sur Gallica[12]
- Une réédition à Paris, en 1632, in-4° puis réunis avec le traité des Globes sous le titre d'Éléments géométriques d'Euclide, à Rouen, en 1649, 2 volumes in 8° ; à Paris en 1683, en 2 volumes in 8° (éditions posthumes)
- Une réponse apologétique pour les traducteurs et interprètes des Éléments d'Euclide, à un nommé P. Le Mardelé, avec un sommaire de l'algèbre, Paris, 1623, in-8°
- Tables des directions et projections de Jean de Mont-Royal (Jean Muller, dit Regiomontanus, voy. MULLER) corrigées et augmentées, et leur usage ; traduites du latin en français avec des annotations et des figures, Paris, 1626, in-4°